# Ruaidhrí Ua Conchobair

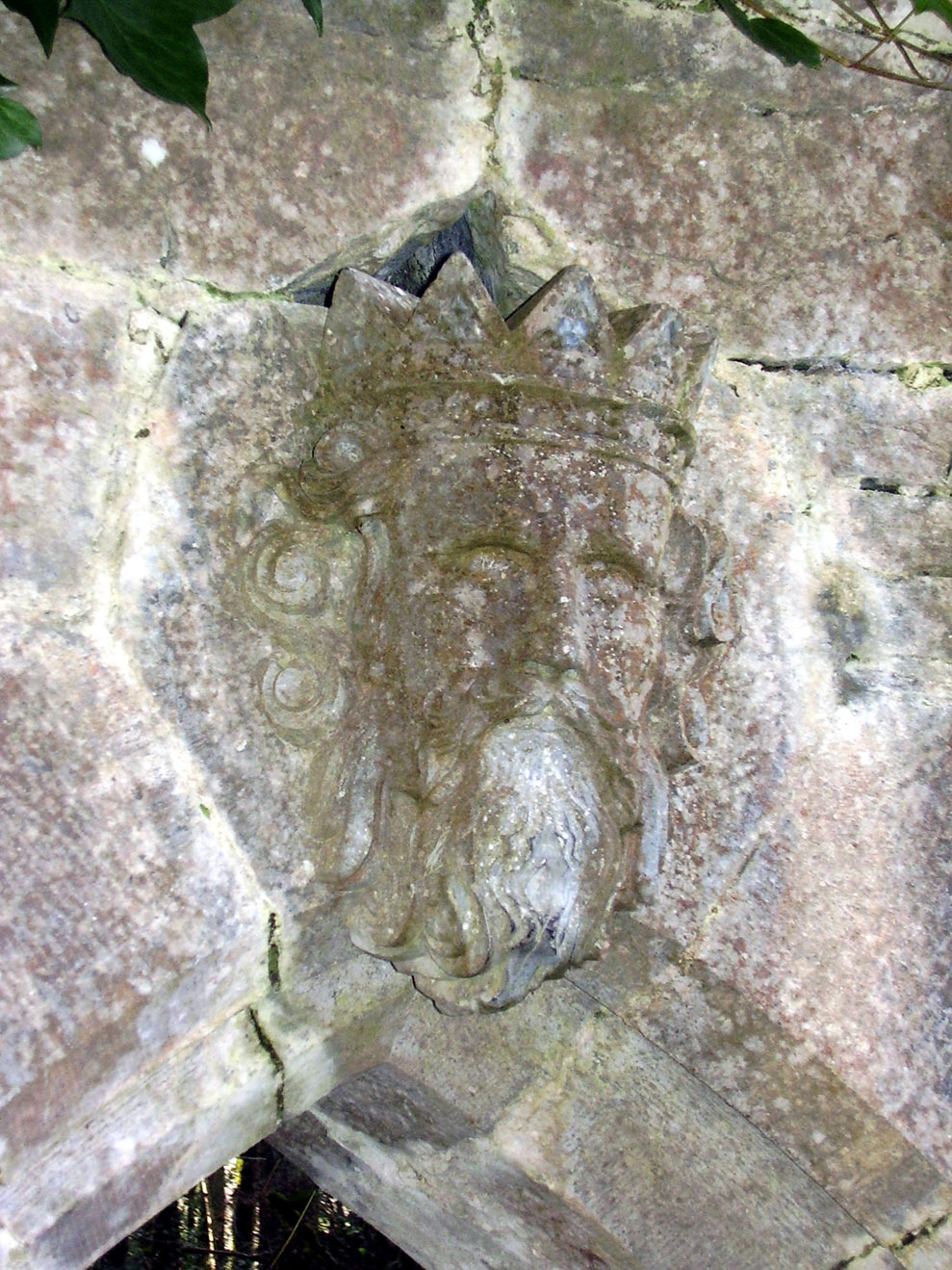
Ruaidhrí Ua Conchobair, steinerne Darstellung über einem Torbogen in der Abtei von Cong

 Ruaidhrí Ua Conchobair  (anglisiert Rory O’Connor; † 1198 in Cong) war der letzte irischstämmige Hochkönig von Irland.

## Leben
Ruaidhrí war ein Sohn von Toirdelbach Ua Conchobair, dem König von Connacht. Sein Vater wurde 1151 irischer Hochkönig, doch verlor er den Titel bereits 1154 an Muirchertach Mac Lochlainn, den König von Tyrone. Nach dem Tod seines Vaters wurde Ruaidhrí 1156 König von Connacht. Bereits ab 1152 kämpfte er zusammen mit seinem Schwiegervater Tigernán Ua Ruairc gegen Diarmuid, den König von Leinster. Er wurde 1166 Hochkönig, nachdem Muirchertach Mac Lochlainn bei der Abwehr eines Angriffs seiner Anhänger gefallen war. Ruaidhrí unterstützte nun Tigernán Ua Ruairc, als dieser Muirchertachs Verbündeten Diarmuid schlug, der daraufhin nach England flüchtete. Als Diarmuid 1169 Unterstützung durch anglonormannische Eroberer erhielt, konnte Ruaidhrí diese zunächst bei Ferns schlagen. Nach Ankunft weiterer Verstärkungen unter Richard Strongbow und einem Feldzug des englischen Königs Heinrich II. nach Irland von 1171 bis 1172 konnten sich die anglonormannischen Eroberer jedoch auf der Insel festsetzen.
1175 schloss Ruaidhrí Ua Conchobair mit Heinrich II. den Vertrag von Windsor. Nach dieser Vereinbarung blieb er Hochkönig der nicht von den Anglornormannen eroberten Gebiete in Irland. Im Gegenzug erkannte er den englischen König als seinen Oberherrn an und leistete ihm Tribut. Ruaidhrí Ua Conchobair konnte sich jedoch gegenüber den anderen irischen Königen nicht dauerhaft durchsetzen und verlor das Vertrauen sowohl der Iren wie auch der anglonormannischen Barone. 1183 musste er zugunsten seines Sohnes Conchobar abdanken. Später versuchte er erfolglos, seinen Titel zurückzuerhalten, und zog sich schließlich als alter Mann in das Kloster von Cong zurück.

## Nachfahren
Er hatte mindestens dreizehn Kinder, darunter:
- Conchobar Maenmaige Ua Conchobair
- Rose Ní Conchobair ⚭ Hugh de Lacy